# VRPN
VRPN (Virtual-Reality Peripheral Network) est une bibliothèque libre fournissant une interface transparente entre une application de réalité virtuelle tournant sur une machine, et des dispositifs physiques (trackers, wand, haptic device) connectés à d'autres machines d'un réseau.